# پروژه برق آبی گلن گل
پروژه برق آبی گلن گل (به انگلیسی: Golen Gol Hydropower Project) یک نیروگاه جریانی روزمینی در پاکستان است که در ناحیه چترال واقع شده‌است.